# Bundesstraße 445
Pour les articles homonymes, voir Route 445.
La Bundesstraße 445 est une Bundesstraße du Land de Basse-Saxe.

## Géographie
La Bundesstraße 445 relie l'A 7 à la B 64 et à la B 248. Elle commence au croisement avec la B 64 au sud de la ville de Bad Gandersheim. L'aérodrome de Bad Gandersheim se situe juste au sud. L'itinéraire se dirige vers le sud en passant par Opperhausen, Sebexen et Kalefeld. Elle croise l'A 7 puis la B 248 au nord d'Echte.

## Source
- (de) Cet article est partiellement ou en totalité issu de l’article de Wikipédia en allemand intitulé « Bundesstraße 445 » (voir la liste des auteurs).

1. ↑  (de) Geographische Gesellschaft zu Hannover, Jahrbuch der Geographischen Gesellschaft zu Hannover, 1975 (lire en ligne), p. 30